# 泰瑞克·莊臣
泰瑞克·莊臣(Tyreke Martin Johnson，1998年11月3日—），是一名英格蘭的職業足球運動員，司職中場，現由效力於英格兰足球甲級联赛球會基寧咸。

## 外部連結
- Soccerway資料庫：泰瑞克·莊臣
- 足球数据库：泰瑞克·莊臣的球员统计数据
- Southampton FC profile （页面存档备份，存于）